# Hybosida dauban
Hybosida dauban is een spinnensoort uit de familie Palpimanidae. De soort komt voor in de Seychellen.